# Champions de France de natation en bassin de 50 m du 100 m papillon

## 100 mètres papillon messieurs
| Championnat | Lieu                                | Athlète                                  | Naissance | Âge   | Club                             | Temps                 |
| ----------- | ----------------------------------- | ---------------------------------------- | --------- | ----- | -------------------------------- | --------------------- |
| 1958        | Paris Georges Vallerey              | René Pirolley                            |           |       | Racing Club de France            | 1 min 07 s 0 RF       |
| 1959        | Alger                               | René Pirolley                            |           |       | Racing Club de France            | 1 min 05 s 6 RF       |
| 1960        | Paris Georges Vallerey              | Jean Pommat                              |           |       | Stade français                   | 1 min 05 s 4 RF       |
| 1961 hiver  | Paris Piscine de Pontoise (33,33 m) | Jean-Pierre Moine                        |           |       | Cercle des nageurs de Marseille  | 1 min 08 s 5          |
| 1961 été    | Paris Georges Vallerey              | Jean Pommat                              |           |       | Stade français                   | 1 min 05 s 0 RF       |
| 1962 hiver  | Nancy                               | Jean Pommat                              |           |       | Stade français                   | 1 min 05 s 2          |
| 1962 été    | Paris Georges Vallerey              | Yves Mack                                |           |       | FC Mulhouse                      | 1 min 02 s 4 RF       |
| 1963 hiver  | Marseille Piscine Vallier (25 m)    | Yves Mack                                |           |       | Mulhouse Olympic Natation        | 1 min 01 s 8          |
| 1963 été    | Paris Georges Vallerey              | Jean Pommat                              |           |       | Stade français                   | 1 min 01 s 9          |
| 1964 hiver  | Marseille Piscine Vallier (25 m)    | Jean Pommat                              |           |       | Stade français                   | 1 min 01 s 7          |
| 1964 été    | Paris Georges Vallerey              | Jean Pommat                              |           |       | Stade français                   | 1 min 02 s 0          |
| 1965 hiver  | Marseille Piscine Vallier (25 m)    | Jean Pommat                              |           |       | Stade français                   | 1 min 00 s 8          |
| 1965 été    | Paris Georges Vallerey              | Jean Pommat                              |           |       | Stade français                   | 59 s 8 RF             |
| 1966 hiver  | Le Mans (25 m)                      | non disputé                              |           |       |                                  |                       |
| 1966 été    | Paris Georges Vallerey              | Alain Mosconi                            |           |       | Cercle des nageurs de Marseille  | 1 min 00 s 3          |
| 1967 hiver  | Caen (25 m)                         | non disputé                              |           |       |                                  |                       |
| 1967 été    | Paris Georges Vallerey              | Alain Mosconi                            |           |       | Cercle des nageurs de Marseille  | 59 s 7                |
| 1968 hiver  | Montreuil                           | non disputé                              |           |       |                                  |                       |
| 1968 été    | Paris Georges Vallerey              | Alain Mosconi                            |           |       | Cercle des nageurs de Marseille  | 1 min 01 s 9          |
| 1969 hiver  | Toulouse                            | Patrice Mounier                          |           |       | Racing Club de France            | 1 min 01 s 0          |
| 1969 été    | Paris Georges Vallerey              | Alain Mosconi                            |           |       | Cercle des nageurs de Marseille  | 1 min 00 s 6          |
| 1970 hiver  | Aix-en-Provence                     | Michel Amardeilh                         |           |       | Cercle des nageurs de Marseille  | 1 min 00 s 9          |
| 1970 été    | Paris Georges Vallerey              | Alain Mosconi                            |           |       | Cercle des nageurs de Marseille  | 1 min 00 s 1          |
| 1971 hiver  | Montreuil                           | Alain Mosconi                            |           |       | Cercle des nageurs de Marseille  | 1 min 01 s 7          |
| 1971 été    | Paris Georges Vallerey              | Alain Mosconi                            |           |       | Cercle des nageurs de Marseille  | 58 s 5                |
| 1972 hiver  | Rouen (25 m)                        | Alain Mosconi                            |           |       | Cercle des nageurs de Marseille  | 59 s 1                |
| 1972 été    | Vittel                              | Alain Mosconi                            |           |       | Cercle des nageurs de Marseille  | 59 s 0                |
| 1973 hiver  | Paris Georges Hermant               | Michel Amardeilh                         |           |       | Cercle des nageurs de Marseille  | 1 min 01 s 5          |
| 1973 été    | Vittel                              | Christian Calabuig                       |           |       | FLL Narbonne                     | 1 min 00 s 41         |
| 1974 hiver  | Bordeaux                            | Michel Rousseau                          |           |       | R Nogent                         | 1 min 00 s 32         |
| 1974 été    | Paris Georges Vallerey              | Serge Buttet                             |           |       | D Romans                         | 1 min 00 s 00         |
| 1975 hiver  | Troyes                              | Serge Buttet                             |           |       | D Romans                         | 59 s 66               |
| 1975 été    | Paris Georges Vallerey              | Serge Buttet                             |           |       | D Romans                         | 58 s 25               |
| 1976 hiver  | Tarbes                              | Serge Buttet                             |           |       | D Romans                         | 57 s 38 RF            |
| 1976 été    | Paris Georges Vallerey              | Serge Buttet                             |           |       | D Romans                         | 57 s 61               |
| 1977 hiver  | Rennes                              | Serge Buttet                             |           |       | Girondins de Bordeaux            | 58 s 17               |
| 1977 été    | Paris Georges Vallerey              | Serge Buttet                             |           |       | Girondins de Bordeaux            | 58 s 26               |
| 1978 hiver  | Lille                               | Gilles Plançon                           |           |       | AM Vittel                        | 58 s 30               |
| 1978 été    | Laval                               | Gilles Plançon                           |           |       | AM Vittel                        | 57 s 56               |
| 1979 hiver  | Nanterre                            | René Ecuyer                              |           |       | Cercle des nageurs d'Antibes     | 58 s 24               |
| 1979 été    | Mulhouse                            | Gilles Plançon                           |           |       | AM Vittel                        | 57 s 94               |
| 1980 hiver  | Bordeaux                            | Xavier Savin                             |           |       | Cercle des Nageurs du Havre      | 56 s 69 RF            |
| 1980 été    | Brive-la-Gaillarde                  | Xavier Savin                             |           |       | Cercle des Nageurs du Havre      | 55 s 81               |
| 1981 hiver  | La Rochelle                         | Xavier Savin                             |           |       | Cercle des Nageurs du Havre      | 56 s 03               |
| 1981 été    | Dunkerque                           | Xavier Savin                             |           |       | Cercle des Nageurs du Havre      | 56 s 32               |
| 1982 hiver  | Toulouse                            | Xavier Savin                             |           |       | Cercle des Nageurs du Havre      | 55 s 88               |
| 1982 été    | Megève                              | Xavier Savin                             |           |       | Cercle des Nageurs du Havre      | 56 s 59               |
| 1983 hiver  | Tours                               | Gilles Plançon                           |           |       | AM Vittel                        | 57 s 75               |
| 1983 été    | Bordeaux                            | Gilles Plançon                           |           |       | AM Vittel                        | 57 s 00               |
| 1984 hiver  | Strasbourg                          | Xavier Savin                             |           |       | Cercle des Nageurs du Havre      | 56 s 59               |
| 1984 été    | Paris Georges Vallerey              | Xavier Savin                             |           |       | Cercle des Nageurs du Havre      | 57 s 41               |
| 1985 hiver  | Aix-en-Provence                     | François Rosenblatt                      |           |       | Cercle des Nageurs de Cannes     | 57 s 46               |
| 1985 été    | Dunkerque                           | François Rosenblatt                      |           |       | Cercle des Nageurs de Cannes     | 57 s 26               |
| 1986 hiver  | Rennes                              | Ludovic Depickère                        |           |       | Dauphins de Wattrelos            | 56 s 25               |
| 1986 été    | Millau                              | Ludovic Depickère                        |           |       | Dauphins de Wattrelos            | 55 s 21 RF            |
| 1987 hiver  | Mulhouse                            | Ludovic Depickère                        |           |       | ASPTT Lyon                       | 55 s 39               |
| 1987 été    | Strasbourg                          | Bruno Gutzeit                            |           |       | Dauphins du TOEC                 | 55 s 85               |
| 1988 hiver  | Vittel                              | Ludovic Depickère                        |           |       | Dauphins de Wattrelos            | 55 s 51               |
| 1988 été    | Dunkerque                           | Ludovic Depickère                        |           |       | Dauphins de Wattrelos            | 54 s 88               |
| 1989 hiver  | Forbach                             | Bruno Gutzeit                            |           |       | Dauphins du TOEC                 | 54 s 76 RF            |
| 1989 été    | Paris Georges Vallerey              | Bruno Gutzeit                            |           |       | Dauphins du TOEC                 | 55 s 02               |
| 1990 hiver  | La Rochelle                         | Bruno Gutzeit                            |           |       | Dauphins du TOEC                 | 55 s 96               |
| 1990 été    | Narbonne                            | Bruno Gutzeit                            |           |       | Dauphins du TOEC                 | 55 s 51               |
| 1991 hiver  | Saint-Étienne                       | Franck Esposito                          | 1971      | 20    | Six-Fours                        | 55 s 15               |
| 1991 été    | Millau                              | Bruno Gutzeit                            |           |       | Dauphins du TOEC                 | 54 s 77               |
| 1992 hiver  | Dunkerque                           | Franck Esposito                          | 1971      | 21    | Six-Fours                        | 55 s 17               |
| 1992 été    | Mennecy                             | Jean-Marie Dubrasquet                    |           |       | Dauphins du TOEC                 | 55 s 97               |
| 1993 hiver  | Mennecy                             | Franck Esposito                          |           |       | Cercle des nageurs d'Antibes     | 54 s 49               |
| 1993 été    | Paris Georges Vallerey              | David Abrard                             |           |       | Canet 66                         | 56 s 51               |
| 1994 hiver  | Lille                               | Franck Esposito                          | 1971      | 23    | Cercle des nageurs d'Antibes     | 54 s 46               |
| 1994 été    | Aix-les-Bains                       | Franck Esposito                          | 1971      | 23    | Cercle des nageurs d'Antibes     | 54 s 55               |
| 1995 hiver  | Mennecy                             | Franck Esposito                          | 1971      | 24    | Cercle des nageurs d'Antibes     | 55 s 06               |
| 1995 été    | Canet-en-Roussillon                 | Franck Esposito                          | 1971      | 24    | Cercle des nageurs d'Antibes     | 54 s 93               |
| 1996 hiver  | Dunkerque                           | Franck Esposito                          | 1971      | 25    | Cercle des nageurs d'Antibes     | 53 s 96               |
| 1996 été    | Montpellier                         | Franck Esposito                          | 1971      | 25    | Cercle des nageurs d'Antibes     | 54 s 76               |
| 1997        | Mennecy                             | Franck Esposito                          | 1971      | 26    | Cercle des nageurs d'Antibes     | 53 s 20 RF            |
| 1998        | Amiens                              | Sébastien Lequeux                        |           |       | Lyon Natation                    | 55 s 01               |
| 1999        | Dunkerque                           | Franck Esposito                          | 1971      | 28    | Cercle des nageurs d'Antibes     | 53 s 08               |
| 2000        | Rennes                              | Franck Esposito                          | 1971      | 29    | Cercle des nageurs d'Antibes     | 53 s 05               |
| 2001        | Chamalières                         | Franck Esposito                          | 1971      | 30    | Cercle des nageurs d'Antibes     | 52 s 59               |
| 2002        | Chalon-sur-Saône                    | Franck Esposito                          | 1971      | 31    | Cercle des nageurs d'Antibes     | 52 s 67               |
| 2003        | Saint-Étienne                       | Franck Esposito                          | 1971      | 32    | Cercle des nageurs d'Antibes     | 52 s 93               |
| 2004        | Dunkerque                           | Franck Esposito                          | 1971      | 33    | Cercle des nageurs d'Antibes     | 52 s 91               |
| 2005        | Nancy                               | Frédérick Bousquet                       | 1981      | 24    | CS Clichy 92                     | 53 s 31               |
| 2006        | Tours                               | Amaury Leveaux                           | 1985      | 21    | Mulhouse Olympic Natation        | 52 s 89               |
| 2007        | Saint-Raphaël                       | Frédérick Bousquet                       | 1981      | 26    | Cercle des nageurs de Marseille  | 53 s 65               |
| 2008        | Dunkerque                           | Frédérick Bousquet                       | 1981      | 27    | Cercle des nageurs de Marseille  | 51 s 50 RF            |
| 2009        | Montpellier                         | Rafael Munoz Perez (open) Clément Lefert | 1988 1987 | 21 22 | Espagne Olympic Nice Natation    | 50 s 46 RE 51 s 42 RF |
| 2010        | Saint-Raphaël                       | Frédérick Bousquet                       | 1981      | 29    | Cercle des nageurs de Marseille  | 53 s 66               |
| 2011        | Strasbourg                          | Frédérick Bousquet                       | 1981      | 29    | Cercle des nageurs de Marseille  | 53 s 43               |
| 2012        | Dunkerque                           | Tyler McGill (open) Clément Lefert       | 1987      | 25    | États-Unis Olympic Nice Natation | 51 s 95 52 s 48       |
| 2013        | Rennes                              | Jérémy Stravius                          | 1988      | 25    | Amiens Métropole Natation        | 52 s 04               |
| 2014        | Chartres                            | Mehdy Metella                            | 1992      | 22    | Cercle des nageurs de Marseille  | 52 s 56               |